# Bríndisi
Bríndisi (en català medieval, Brandís; a l'antiguitat, Brentèsion o Brundísium: en grec antic: Βρεντήσιον, llatí: Brundisium) és una ciutat del sud d'Itàlia, capital de la província de Bríndisi a la regió de la Pulla, amb més de cent mil habitants.
És un centre comercial i pel seu port es canalitza el comerç cap a Grècia i l'orient. Té un aeroport internacional.
Entre els seus monuments cal esmentar la Font Tancredi, el castell del segle xiii, que fou engrandit per Ferran II de Catalunya i Aragó i més tard per Carles V, les esglésies de Sant Giovanni al Sepolcro (del segle xi), Santa Maria de Casale (del segle xiv), Santa Teresa, i la catedral (del segle xiii, refeta el 1799). Té un museu arqueològic d'importància.

## Història
Brundísium era situada a la costa de la mar Adriàtica, a 60 km d'Egnàcia i 80 de Tarent. El seu nom deriva de la peculiar forma del seu port que tenia diverses boques d'entrada que s'unien en una amb forma de cap d'animal, que en la llengua local, el messapi, es deia Brendon (o Brenda), que en grec esdevengué Brentèsion i d'aquí passà al llatí.
Fou una ciutat messàpia a la vora de la qual es va fundar una ciutat grega, segons la llegenda per obra de colons de Creta; Justí diu que fou fundada per etolis dirigits per Diomedes, que en foren expulsats pels habitants del país, els apulis. Segon Estrabó la ciutat fou governada per reis que al temps de la fundació de Tarent per Falantos van donar a aquest refugi quan fou expulsat de la nova ciutat per una guerra civil. La ciutat va continuar existint, però mai va ser important sobretot per l'extensió de la influència de Tarent a tota la zona. Tot i així Brentèsion va conservar la seva independència com a ciutat dels nadius messapis (sal·lentins).
L'excel·lència del seu port va cridar l'atenció dels romans que el 267 aC van atacar els sal·lentins i van ocupar la ciutat el 266 aC, que a partir de llavors es va dir Brundísium. El 244 aC hi varen establir una colònia romana. El port va esdevenir el centre de la flota de l'Adriàtic, ja que podia resguardar-se sencera sense perill dins el port. A la primera guerra Il·líria el 229 aC els romans van reunir allí la seva flota i l'exèrcit per la campanya. Durant la segona guerra púnica fou altre cop lloc de concentració, i Anníbal va fer un intent de sorprendre-la, però fou rebutjat pels mateixos habitants, lleials a Roma, i fou una de les vuit ciutats que va poder donar a Roma les contribucions i subministraments d'homes i material demanats. Fou de nou base naval durant la guerra contra Filip de Macedònia i per altres guerres a l'orient, i d'allí sortien les flotes i després hi tornaven. El constant tràfic comercial a més a més, la va convertir en una de les principals.
El 83 aC Sul·la va arribar allí amb el seu exèrcit de les guerres Mitridàtiques per fer front als seus rivals a Roma. Brundísium li va obrir les portes i el port, servei molt important que Sul·la va agrair concedint a la ciutat immunitat de taxes, privilegi que va durar força temps. El 57 aC fou teatre del retorn de Ciceró del seu exili, el qual va desembarcar a l'aniversari de la fundació de la colònia. A la guerra civil entre Cèsar i Pompeu fou teatre d'importants operacions: Pompeu havia concentrat les seves forces a Brundísium per travessar la mar Adriàtica, i una part ja havia sortit quan va arribar Cèsar que va atacar la ciutat per terra impedint la sortida de la resta de la flota amb una cadena de barques petites, però Pompeu va poder trencar el bloqueig i el retorn de la seva flota li va permetre d'escapar a Il·líria.
A la mort de Cèsar (44 aC), Octavi era a Brundísium i va assumir el poder mentre les cohorts de veterans de guarnició a la ciutat es declaraven al seu favor. El 40 aC Octavi fou assetjat a Brundísium per Marc Antoni i Domici Aenobarb i no va aconseguir trencar el setge, però per mediació d'amics comuns es va fer un acord entre els dos triumvirs, (Pacte de Brundísium, octubre del 40 aC) pel que Lèpid conservava l'Àfrica, Octavi l'occident i Antoni l'orient, mentre que Itàlia quedava neutralitzada; a més Antoni (que havia enviudat de la seva primera muller Fúlvia) es casava amb Octàvia, germana d'Octavi. La pau fou de curta durada, i el 39 aC es van trencar les relacions amb Antoni, que es va presentar a Brundísium amb una flota de 300 vaixells, però la mediació de Mecenàs i Cocceu van provocar un nou arrengament (tractat de Tarent 37 aC).
El 19 aC Virgili va morir a la ciutat. Agripina la Major va desembarcar a Brundísium amb les restes del seu marit Germànic.
Durant l'imperi no se sap gaire cosa de la ciutat, però va conservar la seva importància comercial i estació naval. La Via Àpia va tenir com a punt d'acabament la ciutat i encara es conserva una de les dues columnes que ho assenyalava. Aquesta obra fou completada per Trajà que la va anomenar Via Trajana.
A la caiguda de l'Imperi d'occident va començar a declinar, i amb els ostrogots va perdre importància en favor d'Hydruntum. Després va passar als romans d'Orient però amb lluita amb llombards i musulmans, fins que el segle xi va passar als normands (1071).
Part del Regne de Nàpols va patir les guerres entre catalans i angevins. El 1456 fou destruïda per un terratrèmol i el seu comerç es va arruïnar. Part del regne de les Dues Sicílies, el 1860 va passar a Itàlia.

## Llocs d'interès
Catedral

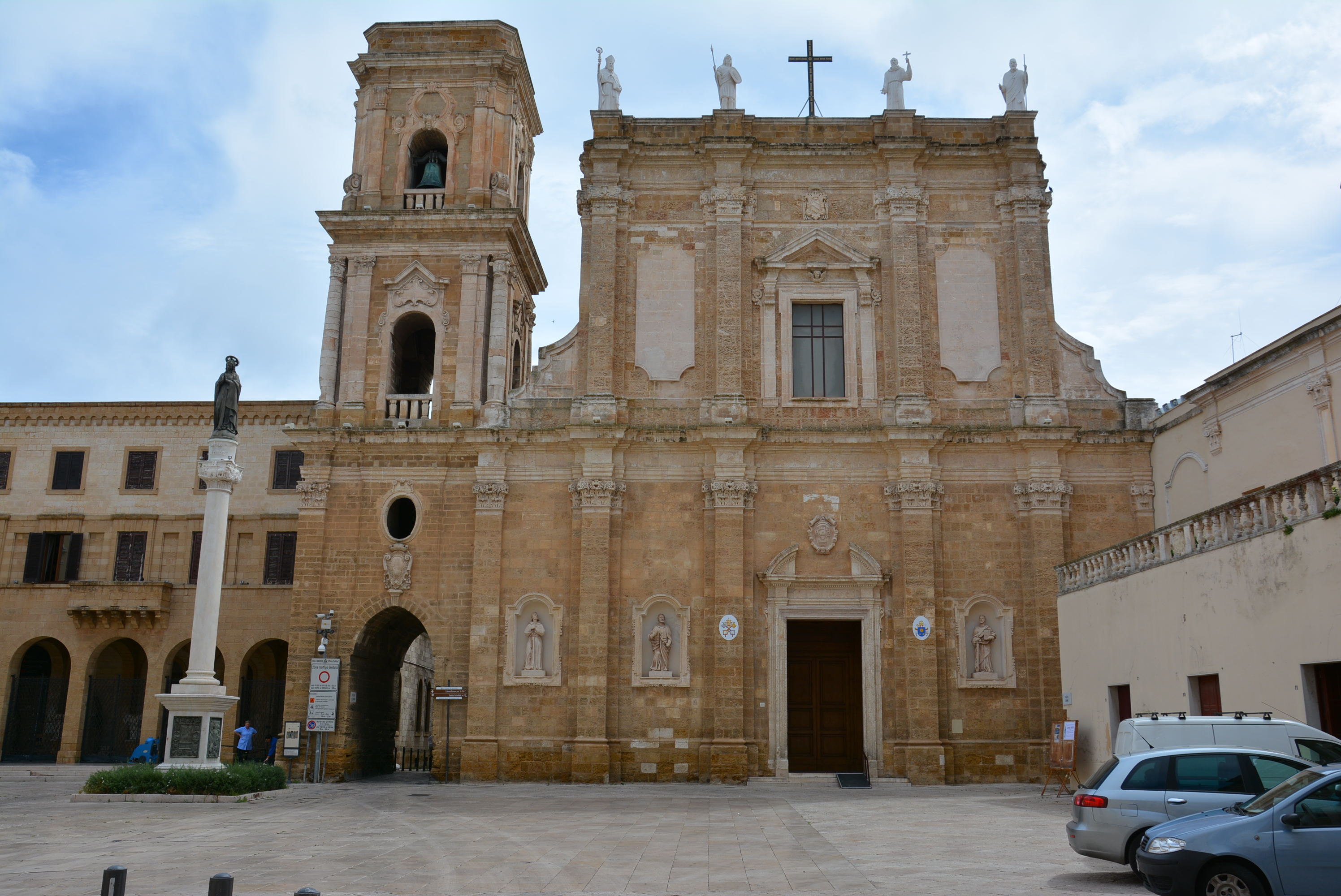
Catedral de Brindisi

La Catedral de Brindisi, o la basílica de Sant Giovanni Battista, es va començar a construir el 1089, en temps del papa Urbà II que va posar la primera pedra. Va ser acabada el 1143. Ruggiero, fill de Tancredi, va ser coronat aquí rei de Sicília en 1191.
El 1225 Isabella de Brienne, reina de Jerusalem, de catorze anys, va celebra les seves noces amb l'emperador Frederic II a Brindisi.
La catedral va ser reconstruïda després del terratrèmol de 1743 i posteriorment restaurada diverses vegades. De l'església romànica s'ha mantingut la planta basilical, amb tres naus sense creuer. En els anys 20 es va completar la façana amb un frontó, després reemplaçat el 1957 per les estàtues dels Sants Teodor, Llorenç, Leucio i Pius X, que han estat reemplaçats per l'última renovació en 2007.
A l'interior es pot veure fragments de mosaic de 1178, el cor de fusta de 1594, la pica baptismal del segle xvi, i moltes valuoses pintures de diverses èpoques, recollits en les diferents capelles, la sagristia, i els altars. Una capella està dedicada a les relíquies de sant Teodor, patró de la ciutat juntament amb san Llorenç.
A un costat de la catedral es troba el campanar acabat el 1795 i a l'altre el palau episcopal.
Església San Giovanni al Sepolcro

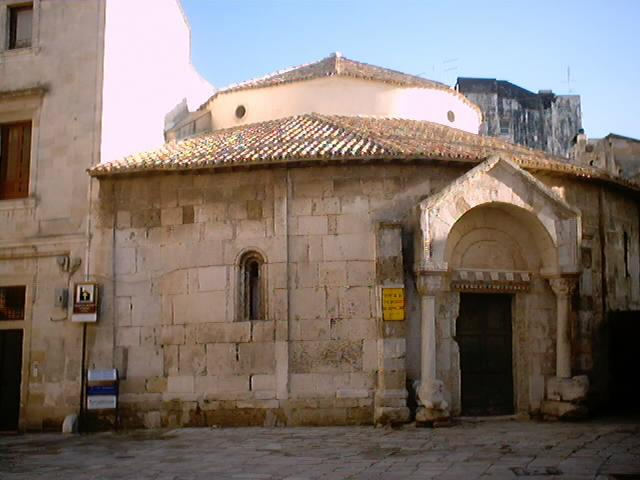
Església de San Giovanni al Sepolcro

El temple de Sant Joan al Sepulcre (o de l'església del Sant Sepulcre) és un edifici construït en forma circular, a la fi del segle xi pel normand Bohemon. Hi ha referències del complex a documents dels segles xii i xiii.
De gran interès artístic es troba el portal principal, amb un arquitrau de marbre i dues columnes recolzades damunt lleons.
L'interior està format per dos cercles concèntrics de columnes que recorden la del Sant Sepulcre a Jerusalem. El sostre voltat original ha estat reemplaçat pel sostre de fusta existent. A la paret hi ha frescs amb imatges de sants que daten d'entre els segles xii i xv.
Després de la restauració del monument a causa dels desperfectes ocasionats pels terratrèmols, es va utilitzar com a museu per l'administració civil des de 1850 fins a 1955 i va ser la lloc d'esdeveniments culturals als quals varen assistir personalitats com Mahatma Gandhi i el poeta indi Rabindranath Tagore.

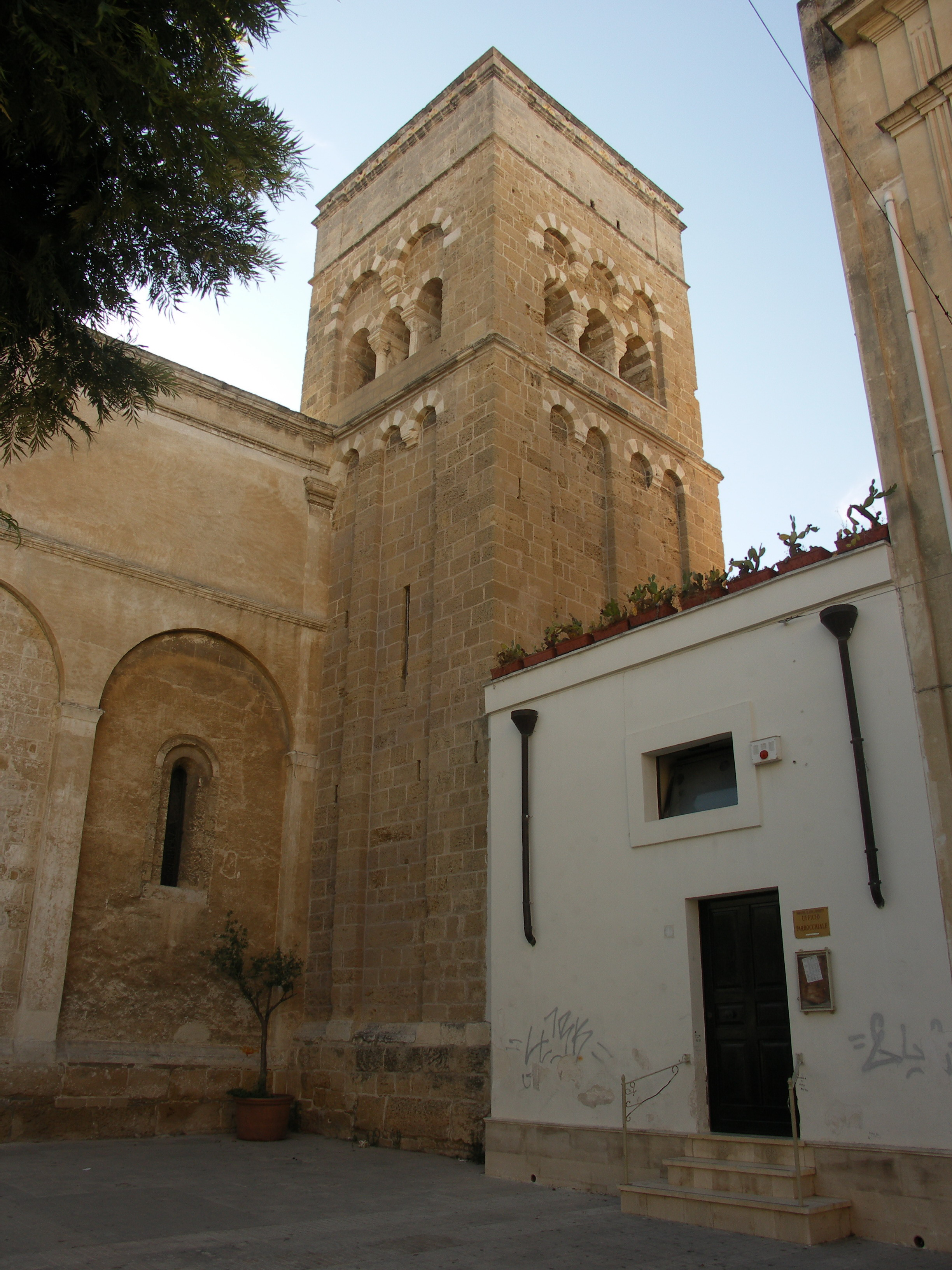
Església de San Benedetto
L'església de Sant Benedetto va ser construït pels normands fora dels murs de la ciutat entre finals del s.XI i principis del XII i va ser consagrada a principis consagrats a Santa Maria Veterana.
A més de l'església es conserva el claustre i el campanar de l'antic complex monàstic, mentre que el convent annex de les monges benedictines va ser reconstruït al segle xviii.
És un exemple típic de l'art romànic. L'aspecte original de l'església era completament diferent de l'actual. Fins i tot l'important portal del s.XI, rematat per un arquitrau sobre el qual es reprodueixen escenes de caça, va ser desmuntat i reconstruït al lateral on es troba actualment.
L'exterior avui presenta una sèrie d'arcs cecs amb petites finestres amb un sol orifici, amb el campanar a la seva torre amb finestres de tres orificis.
L'interior està dividit en tres naus i quatre trams per arcs que descansen sobre columnes, la nau central, té el doble de l'amplada que les dels costats.
Molt interessant és el seu claustre medieval, ubicat al monestir benedictí, cobert per tres costats. Les columnes de marbre estan coronades per capitells decorats amb motius florals i animals. En una paret lateral hi ha traces d'un interessant fresc del segle xiii.
Església de Santa Maria del Casale

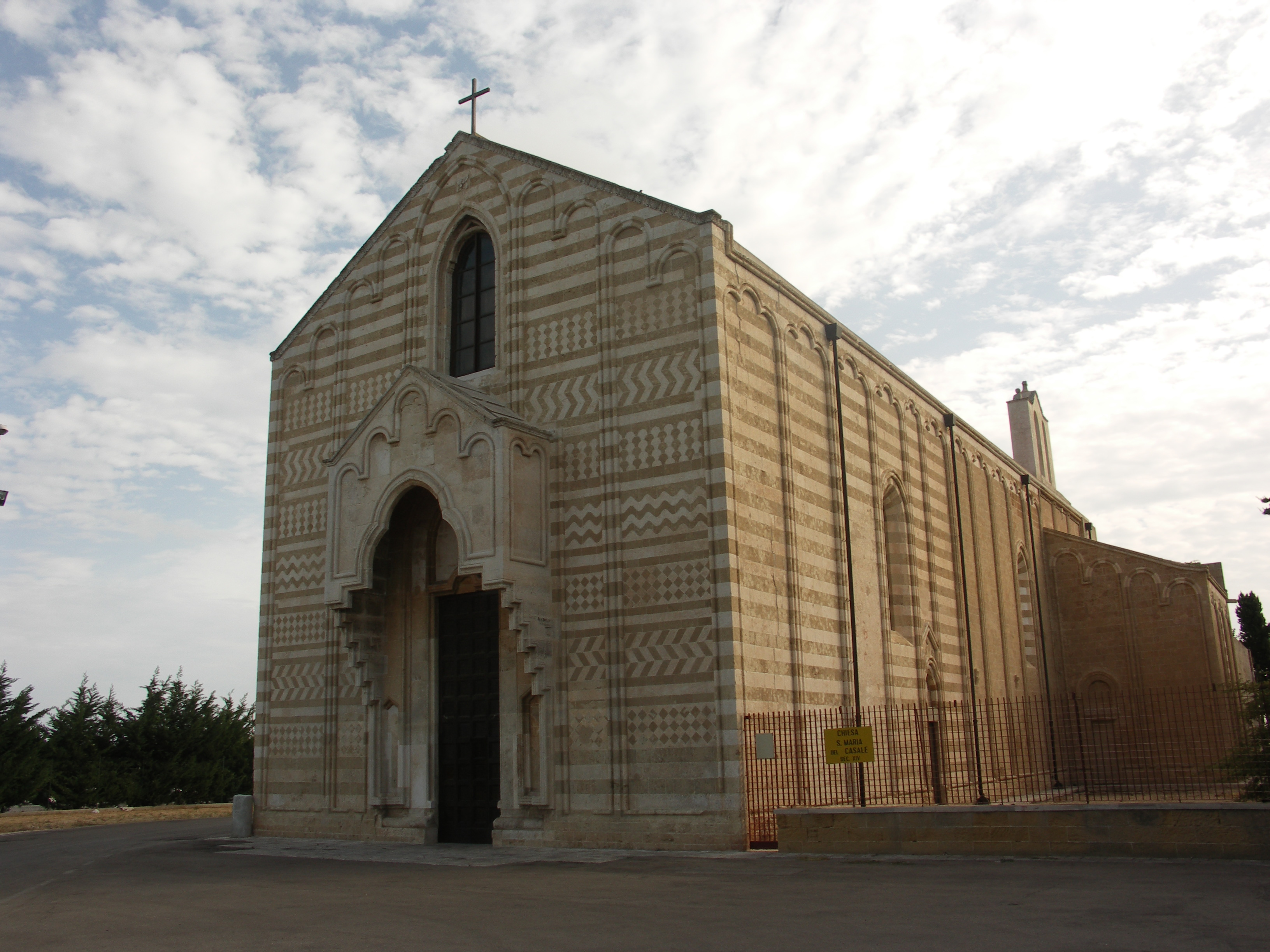
Exterior de l'església de Santa Maria del Casale

L'església de Santa Maria del Casale, és un esplèndid exemple d'estil romànic-gòtic del segle xiii. Monument Nacional des de 1875, compta amb una elegant façana amb un portal coronat amb un porxo adornat.
L'interior d'una sola nau de creu llatina alberga un valuós cicle de frescos romans d'Orient redescobert el segle passat després d'haver estat amagat durant més de dos segles per morter i altars barrocs. També són importants els escuts dels que la varen sufragar, per a l'estudi de l'heràldica medieval.